# Keep Me Singing
Keep Me Singing è il trentaseiesimo album discografico in studio del musicista britannico Van Morrison, pubblicato nel 2016.

## Il disco
Il lavoro autoprodotto ha un sound in cui si ritrovano folk, jazz, blues, rhythm and blues e pop, ma contiene anche brani con sfumature di country, musica celtica, skiffle e ska, uno spettro di stili musicali paragonabile al solo Bob Dylan.
Nel disco Van Morrison presenta dodici motivi originali – uno dei quali scritto in collaborazione con il paroliere Don Black – più una reinterpretazione di Share Your Love with Me, un motivo blues inciso da Bobby Bland nel 1963 e reso celebre sette anni dopo da Aretha Franklin. Caledonian Swing, il brano che chiude il disco, vede il musicista suonare il pianoforte e il sassofono.
Per promuovere Keep Me Singing è stato organizzato per il mese successivo alla sua pubblicazione un tour con quattro date in California con una a New York	; a seguire, l’esibizione a Londra il 30 ottobre e altri sei concerti in Gran Bretagna.

## Tracce
Testi e musiche di Van Morrison tranne "Share Your Love with Me", scritta da Alfred Braggs e Don Robey.
1. Let It Rhyme – 3:54
2. Every Time I See a River – 4:43
3. Keep Me Singing – 3:39
4. Out in the Cold Again – 7:06
5. Memory Lane – 4:08
6. The Pen Is Mightier Than the Sword – 3:51
7. Holy Guardian Angel – 6:18
8. Share Your Love with Me – 4:11
9. In Tiburon – 5:18
10. Look Beyond the Hill – 2:28
11. Going Down to Bangor – 5:18
12. Too Late – 2:48
13. Caledonia Swing – 2:54